# Natação no Campeonato Europeu de Esportes Aquáticos de 2021 - 400 m livre masculino
A prova dos 400 metros livre masculino da natação no Campeonato Europeu de Esportes Aquáticos de 2021 ocorreu no dia 17 de maio na Arena Danúbio, em Budapeste na Hungria. 

## Calendário
| Fase          | Data       | Hora  |
| ------------- | ---------- | ----- |
| Eliminatórias | 17 de maio | 10:14 |
| Final         | 17 de maio | 18:09 |

Todos os horários estão no horário local (UTC+1)

## Recordes
Antes desta competição, os recordes eram os seguintes:
|                       | Nadador         | Tempo   | Local   | Data                |
| --------------------- | --------------- | ------- | ------- | ------------------- |
| Recorde mundial       | Paul Biedermann | 3:40.07 | Roma    | 26 de julho de 2009 |
| Recorde europeu       | Paul Biedermann | 3:40.07 | Roma    | 26 de julho de 2009 |
| Recorde do campeonato | Gabriele Detti  | 3:44.01 | Londres | 16 de maio de 2016  |

## Medalhistas
| Ouro                  | Prata              | Bronze             |
| Martin Malyutin (RUS) | Felix Auböck (AUT) | Danas Rapšys (LTU) |

## Resultados

### Eliminatórias
Esses foram os resultados das eliminatórias. 
| Pos. | Bateria | Raia | Nadador                 | Nacionalidade      | Tempo   | Notas            |
| ---- | ------- | ---- | ----------------------- | ------------------ | ------- | ---------------- |
| 1    | 4       | 7    | Antonio Djakovic        | Suíça              | 3:47.23 | Q                |
| 2    | 4       | 2    | Henrik Christiansen     | Noruega            | 3:47.51 | Q                |
| 3    | 5       | 4    | Gabriele Detti          | Itália             | 3:47.56 | Q                |
| 4    | 5       | 5    | Felix Auböck            | Áustria            | 3:47.61 | Q                |
| 5    | 4       | 5    | Marco De Tullio         | Itália             | 3:47.81 | Q                |
| 6    | 4       | 3    | Martin Malyutin         | Rússia             | 3:47.95 | Q                |
| 7    | 4       | 4    | Danas Rapšys            | Lituânia           | 3:48.05 | Q                |
| 8    | 3       | 1    | Kregor Zirk             | Estónia            | 3:48.39 | Q,               |
| 9    | 3       | 8    | Max Litchfield          | Reino Unido        | 3:48.41 |                  |
| 10   | 5       | 7    | Matteo Ciampi           | Itália             | 3:48.57 |                  |
| 11   | 4       | 8    | Konstantinos Englezakis | Grécia             | 3:48.59 | Recorde nacional |
| 12   | 4       | 6    | Gábor Zombori           | Hungria            | 3:48.88 |                  |
| 13   | 2       | 5    | Dimitrios Markos        | Grécia             | 3:49.22 |                  |
| 14   | 5       | 2    | Aleksandr Egorov        | Rússia             | 3:49.42 |                  |
| 15   | 2       | 3    | Mikkel Gadgaard         | Dinamarca          | 3:49.93 |                  |
| 16   | 4       | 0    | Balázs Holló            | Hungria            | 3:50.06 |                  |
| 17   | 5       | 1    | Joris Bouchaut          | França             | 3:50.48 |                  |
| 18   | 3       | 7    | Yiğit Aslan             | Turquia            | 3:50.59 |                  |
| 19   | 5       | 3    | Alexander Krasnykh      | Rússia             | 3:50.77 |                  |
| 20   | 4       | 1    | Kristóf Milák           | Hungria            | 3:51.59 |                  |
| 21   | 3       | 5    | Yordan Yanchev          | Bulgária           | 3:51.79 |                  |
| 22   | 3       | 9    | Martin Bau              | Eslovênia          | 3:51.89 |                  |
| 23   | 2       | 6    | Christoffer Andersen    | Dinamarca          | 3:52.29 |                  |
| 24   | 3       | 6    | Luc Kroon               | Países Baixos      | 3:52.93 |                  |
| 25   | 5       | 6    | Kieran Bird             | Reino Unido        | 3:53.97 |                  |
| 26   | 4       | 9    | Ákos Kalmár             | Hungria            | 3:54.18 |                  |
| 27   | 3       | 3    | Robin Hanson            | Suécia             | 3:54.48 |                  |
| 28   | 5       | 8    | Miguel Durán            | Espanha            | 3:54.72 |                  |
| 29   | 5       | 9    | Bar Soloveychik         | Israel             | 3:55.18 |                  |
| 30   | 1       | 3    | Ilya Borodin            | Rússia             | 3:55.46 |                  |
| 31   | 1       | 4    | Oskar Lindholm          | Dinamarca          | 3:55.89 |                  |
| 32   | 1       | 5    | Ondřej Gemov            | Chéquia            | 3:56.37 |                  |
| 33   | 2       | 4    | Arthur Ellegaard        | Dinamarca          | 3:56.82 |                  |
| 34   | 3       | 4    | Jan Micka               | Chéquia            | 3:57.62 |                  |
| 35   | 3       | 2    | Efe Turan               | Turquia            | 3:58.13 |                  |
| 36   | 2       | 0    | Jakub Štemberk          | Chéquia            | 3:58.38 |                  |
| 37   | 2       | 2    | Baturalp Ünlü           | Turquia            | 3:58.57 |                  |
| 38   | 1       | 6    | Jakub Poliačik          | Eslováquia         | 4:01.56 |                  |
| 39   | 2       | 8    | Mert Kılavuz            | Turquia            | 4:01.97 |                  |
| 40   | 2       | 7    | Daniel Namir            | Israel             | 4:02.39 |                  |
| 41   | 1       | 2    | Arti Krasniqi           | Kosovo             | 4:03.39 |                  |
| 42   | 5       | 0    | Marin Mogić             | Croácia            | 4:03.67 |                  |
| 43   | 1       | 8    | Loris Bianchi           | San Marino         | 4:03.69 |                  |
| 44   | 2       | 9    | Pit Brandenburger       | Luxemburgo         | 4:03.71 |                  |
| 45   | 2       | 1    | Jon Jøntvedt            | Noruega            | 4:03.92 |                  |
| 46   | 1       | 0    | Filip Derkoski          | Macedônia do Norte | 4:04.10 |                  |
| 47   | 1       | 7    | Dylan Cachia            | Malta              | 4:06.91 |                  |
| 48   | 1       | 1    | Franc Aleksi            | Albânia            | 4:11.45 |                  |
| 49   | 1       | 9    | Théo Druenne            | Mónaco             | 4:15.17 |                  |
| 50   | 3       | 0    | Franko Grgić            | Croácia            | DNS     | DNS              |

### Final
Esse foi o resultado da final. 
| Pos.              | Raia | Nadador             | Nacionalidade | Tempo   | Notas            |
| ----------------- | ---- | ------------------- | ------------- | ------- | ---------------- |
| Medalha de ouro   | 7    | Martin Malyutin     | Rússia        | 3:44.18 |                  |
| Medalha de prata  | 6    | Felix Auböck        | Áustria       | 3:44.63 |                  |
| Medalha de bronze | 1    | Danas Rapšys        | Lituânia      | 3:45.39 |                  |
| 4                 | 3    | Gabriele Detti      | Itália        | 3:46.07 |                  |
| 5                 | 2    | Marco De Tullio     | Itália        | 3:46.36 |                  |
| 6                 | 4    | Antonio Djakovic    | Suíça         | 3:46.54 |                  |
| 7                 | 5    | Henrik Christiansen | Noruega       | 3:46.87 |                  |
| 8                 | 8    | Kregor Zirk         | Estónia       | 3:48.35 | Recorde nacional |

Legenda
| Recorde mundial       | Recorde mundial (World record)               |                       | Recorde africano                      | Recorde africano (African) |                                           | Q | Classificado por posição (Qualified) |
| Recorde do campeonato | Recorde do campeonato (Championship record)  | Recorde da América    | Recorde da América (Americas)         | q                          | Classificado por melhor tempo (Qualified) |   |                                      |
| Melhor marca do ano   | Melhor marca do ano (World leading)          | Recorde asiático      | Recorde asiático (Asian)              | DNS                        | Não largou (Did not start)                |   |                                      |
| Recorde nacional      | Recorde nacional (National record)           | Recorde europeu       | Recorde europeu (European)            | DNF                        | Não terminou (Did not finish)             |   |                                      |
| Recorde pessoal       | Recorde pessoal do atleta (Personal best)    | Recorde da Oceania    | Recorde da Oceania (Oceania)          | DSQ / DQ                   | Desclassificado (Disqualified)            |   |                                      |
| Recorde da temporada  | Recorde da temporada do atleta (Season best) | Recorde sul-americano | Recorde sul-americano (South America) | NM                         | Sem marca (No mark)                       |   |                                      |